# خوان مانويل فروتوس
خوان مانويل فروتوس (بالإسبانية: Juan Manuel Frutos)‏ (و. 1879 – 1960 م) هو محاماة، وسياسي، ومحام من باراغواي ولد في أسونسيون.
تولى منصب رئيس الباراغواي .وهو عضو في حزب كولورادو .